# Płochocin (Mazovie)
Pour les articles homonymes, voir Płochocin.
Płochocin [pwɔˈxɔt͡ɕin] est un village polonais, situé dans la gmina d'Ożarów Mazowiecki de la Powiat de Varsovie-ouest dans la voïvodie de Mazovie dans le centre-est de la Pologne.
Il se situe à environ 6 kilomètres à l'ouest d'Ożarów Mazowiecki (chef-lieu) et à 20 kilomètres à l'ouest de Varsovie.
Le village a une population de 441 habitants en 2009.